# 2 złote polskie 1831
2 złote polskie 1831 – moneta dwuzłotowa Królestwa Polskiego okresu powstania listopadowego, bita stemplami przygotowanymi w wyniku decyzji Rządu Tymczasowego z 10 lutego 1831 r., według niezmienionego wagowo systemu monetarnego z 1 grudnia 1815 r., opartego na grzywnie kolońskiej. Wycofano ją z obiegu 1 czerwca 1838 r.

## Awers
Na tej stronie znajduje się ukoronowana dwudzielna tarcza, na której z lewej strony umieszczono polskiego orła, a z prawej pogoń litewską, u góry, w półkolu napis:

KRÓLESTWO POLSKIE

Dookoła znajdują się wypukły otok i perełki.
Istnieją monety z brakującą pochwą jeźdźca pogoni.

## Rewers
Na tej stronie w wieńcu umieszczono nominał 2, pod nim napis „ZŁOTE”, poniżej „POL•”, a na dole wieńca znak intendenta mennicy w Warszawie – K.G. (Karola Gronaua). Całość otoczona otokowym napisem:

4343/125 Z GRZYW•CZYST•KOL• ROKU 1831

Dookoła znajdują się wypukły otok i perełki.
Istnieją odmiany:
- z napisem ZLOTE zamiast ZŁOTE[5][6],
- jedynkami roku bez ukośnych kresek[7],
- jeździec Pogoni bez pochwy[8],
- „mała” Pogoń na awersie[9].

## Opis
Monetę bito w mennicy w Warszawie, w srebrze próby 593, na krążku o średnicy 26 mm, masie 9,09 grama, z rantem ząbkowanym, w nakładzie 170 990 sztuk.
Stopień rzadkości rozpoznawanych odmian dwuzłotówek przedstawiono w tabeli:
| Dwuzłotówka          | Odmiana                    | Stopień rzadkości | Liczba egzemplarzy | Zdjęcie |
| -------------------- | -------------------------- | ----------------- | ------------------ | ------- |
| 2 złote polskie 1831 | 1 roku bez ukośnych kresek | R1                | 15 001–80 000      |         |
| 2 złote polskie 1831 | 1 roku z ukośnymi kreskami | R1                | 15 001–80 000      |         |
| 2 złote polskie 1831 | jeździec bez pochwy        | R1                | 15 001–80 000      |         |
| 2 złote polskie 1831 | ZLOTE zamiast ZŁOTE        | R5                | 26–120             |         |
| 2 złote polskie 1831 | mała Pogoń                 | ?                 | ?                  |         |